# كيث موريسون
كيث موريسون (بالإنجليزية: Keith Morrison)‏ هو صحفي أمريكي، ولد في 2 يوليو 1947 في لويدمنستر في كندا.

## وصلات خارجية
- كيث موريسون على موقع IMDb (الإنجليزية)
- كيث موريسون على موقع إن إن دي بي (الإنجليزية)
- كيث موريسون على موقع قاعدة بيانات الفيلم (الإنجليزية)